# Es Tint de ses Xarxes
Es Tint de ses Xarxes és una obra de Lloret de Mar (Selva) protegida com a Bé Cultural d'Interès Local.

## Descripció
L'immoble anomenat "es tint de ses xarxes" és un petit edifici entre mitgeres ubicat a la part vella de Lloret de Mar que actualment acull la seu de la Confraria de Pescadors. A l'interior conserva el lloc on els pescadors acudien a tenyir les xarxes de pesca. Antigament les xarxes eren de cotó i era més fàcil capturar el peix si les xarxes perdien el color blanc en tenyir-les. Aquest procediment requeria posar aigua a bullir amb escorça de pi triturada. El fet de tenyir les xarxes sembla que també allargava la vida d'aquestes. A mitjans del segle xx, en introduir-se les xarxes de niló, es va deixar de fer aquesta activitat. Actualment l'espai ha estat museïtzat. Es pot veure el pou i les tines per a tenyir, algunes arts de pesca i fotografies antigues.